# Matthieu Dauchez
Pour les articles homonymes, voir Dauchez.
 (avril 2019).
Matthieu Dauchez, né le 28 juillet 1975 à Versailles, est un prêtre catholique français. Prêtre auprès des enfants des rues et des habitants des bidonvilles de Manille, aux Philippines, il est le fondateur de l'association Anak-Tnk et le directeur de l'association Tulay Ng Kabataan. 

## Biographie
Originaire de Versailles, il entre au séminaire international Saint Jean-Marie-Vianney (Ars-sur-Formans) en 1995, alors âgé de vingt ans. Après une année de propédeutique et deux années de philosophie (1er cycle de formation), il part rejoindre les Philippines pour une mission de 1998 à 2000, dans le cadre de la coopération militaire avec la Délégation catholique pour la coopération. Il rentre en France en 2000 pour achever ses études de théologie (2e cycle de formation) et est envoyé au séminaire inter-diocésain d'Issy-les-Moulineaux (92). Il est ordonné diacre le 30 août 2003 par le cardinal Jaime Sin, archevêque de Manille, à la basilique mineure de l'Immaculée Conception (cathédrale de Manille), puis prêtre pour l'archidiocèse de Manille, le 26 juin 2004 par Msgr. Socrates B. Villegas, alors évêque auxiliaire. Il devient prêtre résident à la paroisse de Notre-Dame-Reine-de-la-Paix de Quezon (en), détaché pour le service de la fondation Tulay ng Kabataan.
Mis à disposition par son évêque pour les enfants et les familles les plus défavorisés de la capitale philippine, l'abbé Dauchez fonde en 1998, avec deux amis,  l’association Anak, branche française de la fondation partenaire locale Tulay ng Kabataan (TNK), œuvre fondée quelques mois auparavant par un religieux jésuite français. L'appellation de l'association française Anak, sera modifiée au fil des années en "Anak-un pont pour les enfants", puis "ANAK-Tnk" pour marquer plus clairement le lien avec l'œuvre à Manille.
Servant la fondation comme aumônier à partir de 2004, il en devient le directeur exécutif en février 2011. Il est aujourd'hui vice-président de l'association française ANAK-Tnk et directeur exécutif de la fondation Tulay Ng Kabataan à Manille.
En 2012, il reçoit le prix Raoul-Follereau décerné par l'Académie française. Le 16 janvier 2015, la fondation reçoit la visite surprise du pape François lors de son voyage aux Philippines. Il donne régulièrement des conférences pour témoigner de la mission à Manille et apporter des éclairages sur des thèmes divers, inspirés des exemples qu'il côtoie, comme la joie, la question du mal, les miracles du cœur ou encore le rapport entre résilience et espérance. 
Le 20 octobre 2018, il est l'un des intervenants de la soirée anniversaire des 20 ans de la fondation à l'église Saint-Sulpice à Paris, aux côtés du philosophe Fabrice Hadjadj, du producteur Thierry Bizot, et de l'archevêque de Manille, le cardinal Luis Antonio Tagle. La soirée est retransmise par la chaîne de télévision KTO, avec la participation de la soprano sud-coréenne Sumi Jo.
Il est l'un des 5 prêtres filmés dans le documentaire "Sacerdoce", sorti au cinéma le 18 octobre 2023.

## Écrits
Il est l'auteur de plusieurs ouvrages dont l'objectif est de transmettre les leçons des plus pauvres au travers des exemples dont il est le témoin. Il aborde ainsi des questions fondamentales comme le pardon (Mendiants d'amour, 2011), la joie (Le Prodigieux Mystère de la joie, 2014) ou encore la délicate question du mal (Pourquoi Dieu permet-il cela ?, 2018). Il est aussi l'auteur d'une biographie du Serviteur de Dieu Darwin Ramos, ancien bénéficiaire de la fondation à Manille, dont le procès en béatification est ouvert par Msgr. Honesto Ongtioco, évêque de Cubao (Plus fort que les ténèbres, 2015) le 28 août 2019. L'ouvrage a reçu une mention spéciale du jury du prix spiritualités d'aujourd'hui en 2015. Cette biographie a été traduite en anglais et publiée aux éditions St Pauls en 2021. Il a aussi écrit un roman de jeunesse qui aborde des questions de foi en s'inspirant de la vie des enfants des rues (Tanaël et le livre de vie, 2021). Son dernier essai s'attaque à la résilience pour lui rendre sa vraie place : non pas une stratégie miraculeuse pour se relever après une épreuve, mais le fruit de l'espérance. (Osez l'espérance! Anti-manuel de résilience, 2025)

## Ouvrages
- Mendiants d'amour : à l'école des enfants de Manille, Paris, Artège, 2011.
- Le Prodigieux Mystère de la joie, Paris, Artège, 2014.
- Plus fort que les Ténèbres, Paris, Artège, 2015 (mention spéciale du jury du prix spiritualités d'aujourd'hui), Poche, Ephata, 2024.
- Mysterious happiness - Livre photo (photographies de Matthias), Heng, Leïka, 2017.
- Pourquoi Dieu permet-il cela ? - Les enfants des rues face à la question du mal, Paris, 2018, Artège.
- Tanaël et le livre de vie, Plein Vent, 2021.
- Osez l'espérance ! Anti-manuel de résilience, Artège, 2025.

## Distinctions
- Chevalier de la Légion d'honneur (11 juillet 2025)[14]